# Изяк-Никитино (Саракташский район)
Изяк-Никитино — село в Саракташском районе Оренбургской области. Входит в состав Чёрноотрожского сельсовета.

## География
Находится на левом берегу реки Сакмара на расстоянии примерно 16 километров по прямой на северо-запад от районного центра поселка Саракташ.

## История
Первые упоминания о селе значатся уже с 1765 года. В 1805 году из центральных губерний России первыми прибыли переселенцы Рязанской и Воронежской губерний, затем из Симбирской губернии из села Кольдяево, и первое поселение было названо Кольдяево. Так оно именовалось до прибытия казачьего отряда из Никитинской крепости. Их отселили вниз по течению реки Сакмары в Кольдяево и назвали село Изяк-Никитино, что означает вниз по течению от Никитино. Казаки в своём селе в середине XIX века построили из лиственного леса церковь чудотворцев Космы и Дамиана, которая простояла до 1936 года. В 1929 году был образован колхоз имени Буденного. При объединении в 1955 году с селом Никитино был образован колхоз имени Сталина. С 1957 года колхоз имени Сталина вошел в состав совхоза «Колос». В 1940 году в селе числилось 121 подворье и проживало 322 человека. Национальный состав был следующий: русских — 192 человека, мордвы — 80, татар — 28, казахов — 12, цыган — 8, украинцев — 2.

## Население
Население составляло 286 человека в 2002 году (русские 71 %), 264 по переписи 2010 года.